# Rio Ingá
O rio Ingá é um curso de água que banha o estado da Paraíba, Brasil.